# Music Studio
Music StudioはFrieveにより開発されていたDAWソフトウェアのシリーズ名。Music Studio Producer（フリーウェア）、同Standard（シェアウェア）、同Independence（シェアウェア）の3つのバージョンがある。顕著な性能を持ちながら、Producerはフリーウェア、StandardとIndependenceはそれぞれ2000円、3500円という低価格である。また、シェアウェアと言ってもネットワークアップロードを除く全ての機能は無制限に使用できる。
なお現在でも、StandardとIndependence使用するための送金は可能である。

## 概要
MIDIとオーディオを同軸に扱えたり、192kHzまでのハイサンプリングに対応すると同時にほぼ全ての信号処理を64bit浮動小数点数で行うこと、ASIOへの対応など、積極的な開発が行われていた当時は最先端の性能を誇っていた。また対応するプラグインとして、VST、VSTi、DX、DXiの他に独自実装のAEPに対応し、AEPで作成されたエフェクターやソフトウェア音源を大量にプリインストールしている。加えてオーディオ処理においてはオートメーションが可能であったり、サラウンドミキシングや最大64chのオーディオ同時録音を実現するなど、導入した時点で既に高度な編集作業が可能であったが、VSTプラグインやASIOドライバとの相性が著しく悪かった。

## External links
- frieve.com